# Uwe Keller
Uwe Keller (* 23. Oktober 1962 in Saarlouis) ist ein deutscher Schauspieler. Mit dem preisgekrönten Drama Morscholz von Timo Müller wurde er auf internationalen Filmfestivals einem breiten Publikum bekannt.

## Leben
Keller erlernte zunächst den Beruf des Einzelhandelskaufmanns, sein Wunsch war jedoch, Schauspieler zu werden. Den ersten großen Auftritt hatte er mit 17 Jahren vor zirka 300 Zuschauern als original „Saarlouia Buwe“, bei dem er Otto imitierte. Anfang der 1980er Jahre wurde er an der Musikhochschule des Saarlandes, Fachbereich Schauspiel, zur Aufnahmeprüfung zugelassen, musste jedoch zur Bundeswehr.
Jahre später absolvierte er einen Camera-Acting-Lehrgang bei der Coaching Company in Berlin und besuchte die private Schauspielschule acting and arts in Saarbrücken. Im Kinofilm Morscholz spielen Uwe Keller, Mélanie Fouché und Laurens Walter die Hauptrollen; der Film gewann 2008 in München den Förderpreis Deutscher Film für die Beste Regie.
Neben seinen Rollen in Film und Fernsehen ist Keller auch als Theaterschauspieler zu sehen, so unter anderem als Lieutenant Schrank in der West Side Story im Saarländischen Staatstheater.

## Filmografie (Auswahl)
- 2005: Leonys Aufsturz
- 2005–2009: Lenßen & Partner
- 2006–2012: K11 – Kommissare im Einsatz
- 2008: Morscholz
- 2012: Tatort: Verschleppt
- 2013: Tatort: Melinda
- 2016: Die Akte General
- 2016: Bittersweet Revenge
- 2020: RED CELL
- 2021: WE WERE – Die Zeit die uns bleibt
- 2022: WE WERE – Dunkelheit
- 2023: ASCHE